# Şemdinli (district)
Şemdinli is een Turks district in de provincie Hakkâri en telt 51.034 inwoners (2007). Het district heeft een oppervlakte van 1661,1 km². Hoofdplaats is Şemdinli.
De bevolkingsontwikkeling van het district is weergegeven in onderstaande tabel.
| 1997   | 2000   | 2007   |
| ------ | ------ | ------ |
| 38.253 | 45.930 | 51.034 |